# Восстания батетела

Флаг повстанцев

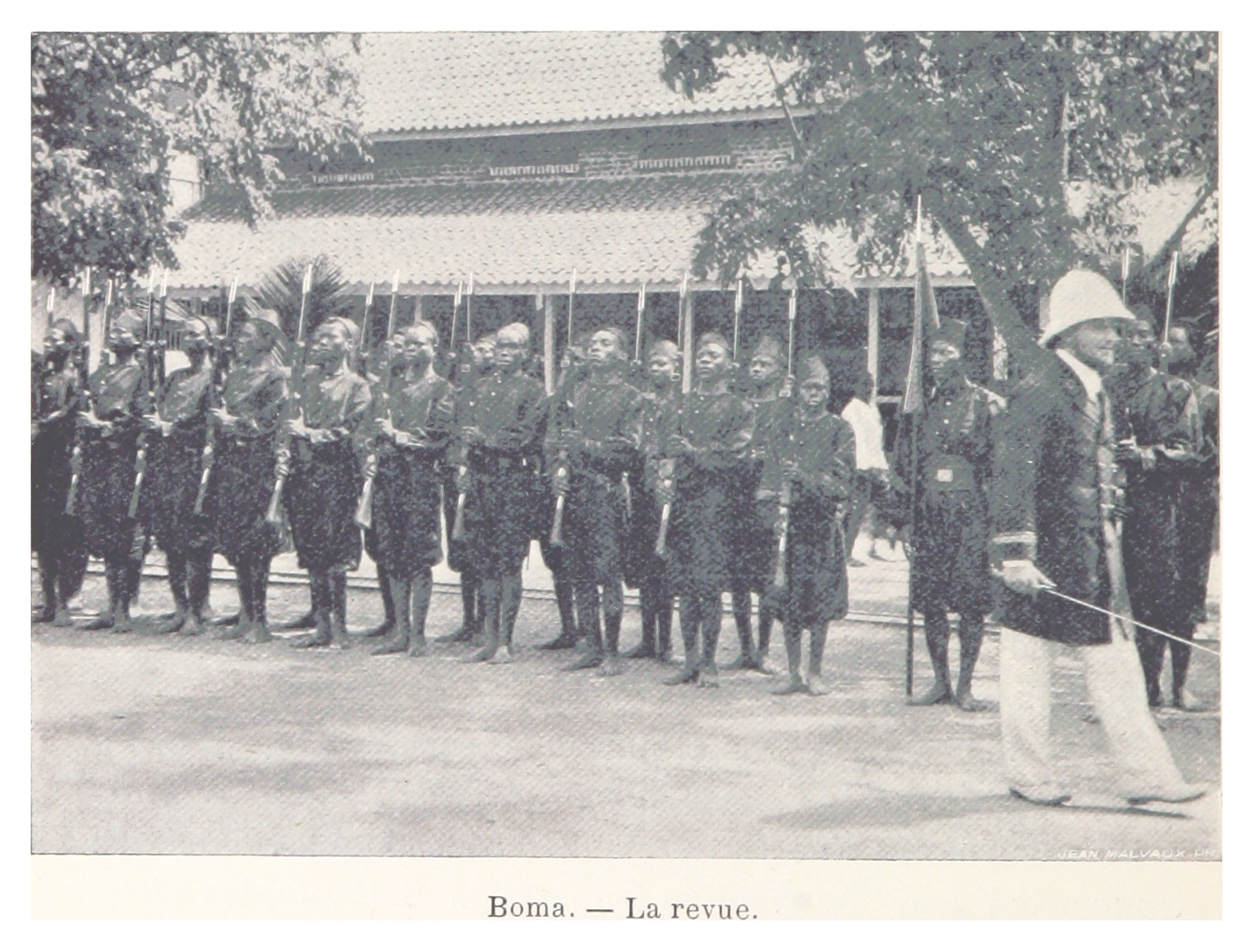
Солдаты Force Publique. Бома, 1899 год

Восстания батетела (фр. Révolte des Batetela) — серия восстаний народа батетела (тетела), произошедших между 1895 и 1908 годами в Свободном государстве Конго (собственности короля Бельгии Леопольда II).

## История
Восстание вспыхнуло в ответ на убийство в 1893 году вождя батетела Гонго Лутете во время войны в Восточном Конго 1892—1894 годов, вскоре к нему присоединились и другие народы, недовольные бельгийскими колониальными властями, в том числе луба и лунда.
Первое восстание было подавлено в 1895 году бароном Франсисом Дани. В 1897—1899 произошло ещё одно восстание, которое подавить было уже труднее. Отдельные очаги сопротивления сохранялись до 1908 года.